# خندكر ركيبول إسلام
خندكر ركيبول إسلام (البنغالية: খন্দকার রকিবুল ইসলাম؛ وُلد في 1 يناير 1956)، المعروف أكثر باسم ركيب، هو لاعب كرة قدم بنغلاديشي معتزل لعب في مركز الظهير الأيسر.

## المسيرة مع الأندية
في عام 1973، شارك ركيب لأول مرة مع نادي محمدان إس سي في الدرجة الأولى، وفاز لاحقًا بالدوري عامي 1975 و1976. في عام 1977، أصبح قائد الفريق خلال كأس أغا خان الذهبية وهو في الثانية والعشرين من عمره. في عام 1978، انضم إلى الغريم نادي أبوهاني كريرا شاكرا، وعلى الرغم من أنه لم يحقق الدوري هناك، إلا أن أداءه في نسخة 1979 من كأس أغا خان الذهبية كان بارزًا. في عام 1981، انضم إلى نادي تيم بي جي إم سي حامل اللقب، لكنه غادر الفريق عند هبوطه في 1983. اعتزل اللعب أثناء تمثيله بي جي إم سي عام 1990.

## المسيرة الدولية
في عام 1975، انضم ركيب إلى منتخب بنغلاديش تحت 19 سنة للمشاركة في بطولة آسيا للشباب لكرة القدم 1975. وشارك لأول مرة مع المنتخب الأول في كأس الملك 1976 في بانكوك. ضمه المدرب فيرنر بيكلهاوبت إلى تشكيلتي دورة الألعاب الآسيوية 1978 وتصفيات كأس آسيا 1980. ومع ذلك، قاطع ركيب وخمسة لاعبين آخرين من أبوهاني دورة الألعاب الآسيوية 1978 احتجاجًا على إقالة المدافع المخضرم منوار حسين نانو من شارة القيادة. عاد إلى المنتخب عام 1979 للمشاركة في التصفيات، ثم تولى منصب نائب القائد لمنتخب بنغلاديش في كأس آسيا 1980 التي أُقيمت في الكويت.

## بعد الاعتزال
منذ اعتزاله، عمل ركيب ضمن لجنة التطوير في اتحاد بنغلادش لكرة القدم، ومؤخرًا في عام 2021 حين ساعد في برنامج لاكتشاف المواهب لصالح أكاديمية النخبة لكرة القدم التابعة للاتحاد البنغلاديشي. وهو يشغل حاليًا منصب مدير الفريق في الأكاديمية التي تشارك في دوري البطولة البنغلاديشي.

## الإنجازات
محمدان إس سي
- دوري الدرجة الأولى لكرة القدم في دكا[الإنجليزية]: 1975، 1976

### الجوائز والتكريمات
- 2016 – جائزة بنغلاديش الوطنية للرياضة[الإنجليزية].[4]